# Palaeogiraffa
Palaeogiraffa és un gènere extint de giràfid que visqué durant el Miocè tardà. Aquest gènere consta de tres espècies: P. macedoniae, P. major i P. pamiri. Se n'han trobat restes fòssils a Grècia i a Turquia. La seva ubicació taxonòmica no és del tot clara; ha estat classificat entre els paleotragins, entre els sivaterins i com a giràfid incertae sedis.